# Ла Банкина ди Сопра (Ровиго)
Ла Банкина ди Сопра је насеље у Италији у округу Ровиго, региону Венето.
Према процени из 2011. у насељу је живело 15 становника. Насеље се налази на надморској висини од 0 м.